# Charles Michel
Charles Yves Jean Ghislaine Michel (Namen, 21 december 1975) is een Belgisch politicus voor de partij Mouvement Réformateur (MR). Van 11 oktober 2014 tot 27 oktober 2019 was hij premier van België in de regeringen Michel I en Michel II. Op 2 juli 2019 werd hij verkozen als voorzitter van de Europese Raad, in opvolging van Donald Tusk, een functie die hij van 1 december 2019 tot 30 november 2024 uitoefende.

## Biografie

### Jeugd en opleiding
Michel werd geboren als zoon van Louis Michel, voormalig Europees commissaris en minister van Buitenlandse Zaken, en hij raakte al snel politiek geëngageerd. Op zijn 16de werd hij lid van de plaatselijke JRL-afdeling in Geldenaken en van 1992 tot 1999 was hij voorzitter van deze jongerenafdeling van de liberale PRL.
Michel behaalde in 1998 zijn licentiaat in rechten aan de Université Libre de Bruxelles en aan de Universiteit van Amsterdam. Hij werkte vanaf 1998 als jurist en advocaat aan de balie van Brussel.

### Politiek debuut
Michel was amper 18 jaar toen hij zijn politiek debuut maakte. Bij de verkiezingen van oktober 1994 was hij kandidaat voor de Waals-Brabantse provincieraad en werd hij verkozen met 4000 voorkeurstemmen. Hij bleef de functie van provincieraadslid uitoefenen tot in 1999 en was van 1995 tot 1999 zelfs ondervoorzitter van de provincieraad.
Tijdens de verkiezingen van juni 1999 werd Michel verkozen in de Kamer van volksvertegenwoordigers, als verkozene voor het arrondissement Luik. Hij was met zijn 23 jaar het jongste lid van de Kamer. In die periode nam hij onder andere deel aan het parlementair onderzoek ten gevolge van de Dioxinecrisis, waar hij opviel door zijn forse interpellaties tegen de Boerenbond en zijn gespierde tussenkomsten.

### Waals minister
Eind 2000 voerde PRL-partijvoorzitter Daniel Ducarme enkele ministeriële herschikkingen door. Jean-Marie Severin moest zijn functie van minister van Binnenlandse Aangelegenheden en Ambtenarenzaken in de Waalse Regering afstaan aan Charles Michel, die op 24-jarige leeftijd de jongste Belgische minister ooit werd. Hierdoor werd hij in de Kamer vervangen door Serge Van Overtveldt. Als Waals minister moderniseerde hij onder andere het ambtenarenapparaat en hervormde hij de provincies en de intercommunales.
Michel bleef Waals minister tot in juli 2004. Na de Waalse verkiezingen een maand eerder vormde de PS samen met het cdH de regering-Van Cauwenberghe II en belandde de MR, de opvolger van de PRL, in de oppositie. Vervolgens was hij van juli 2004 tot december 2007 opnieuw Kamerlid. Van 2004 tot 2007 was hij tevens woordvoerder van de MR.

### Lokale politiek in Waver
Sinds januari 1983 was Charles Aubecq PRL-burgemeester van Waver. Omdat Charles Aubecq al de zeventig voorbij was, moest er aan opvolging gedacht worden. Die opvolger werd Charles Michel en bij de gemeenteraadsverkiezingen van 2000 raakte hij verkozen als gemeenteraadslid voor de lokale lijst LB. Van 2001 tot 2006 was hij schepen van de stad, wegens zijn ministersambt tussen 2001 en 2004 titelvoerend. In 2006 werd hij burgemeester van Waver met een absolute meerderheid en in 2012 werd hij herkozen. Bij de gemeenteraadsverkiezingen van 2018 stelde Michel zich geen kandidaat. Van 2007 tot 2011 en van 2014 tot 2018 was hij titelvoerend burgemeester.

### Federaal minister en partijvoorzitter
Tijdens de interim-regering-Verhofstadt III werd hij in december 2007 minister van Ontwikkelingssamenwerking. Dit zou hij blijven tot februari 2011, en onder de regeringen-Leterme I, -Van Rompuy en -Leterme II.
Omdat zijn partij bij de federale verkiezingen van 2010 fors verloor, daagde hij Didier Reynders uit als partijvoorzitter. In januari 2011 werd hij als nieuwe voorzitter verkozen, nadat hij zijn tegenkandidaat Daniel Bacquelaine had verslagen. Van juni 2010 tot oktober 2014 oefende hij ook opnieuw de functie van Kamerlid uit.

### Eerste minister

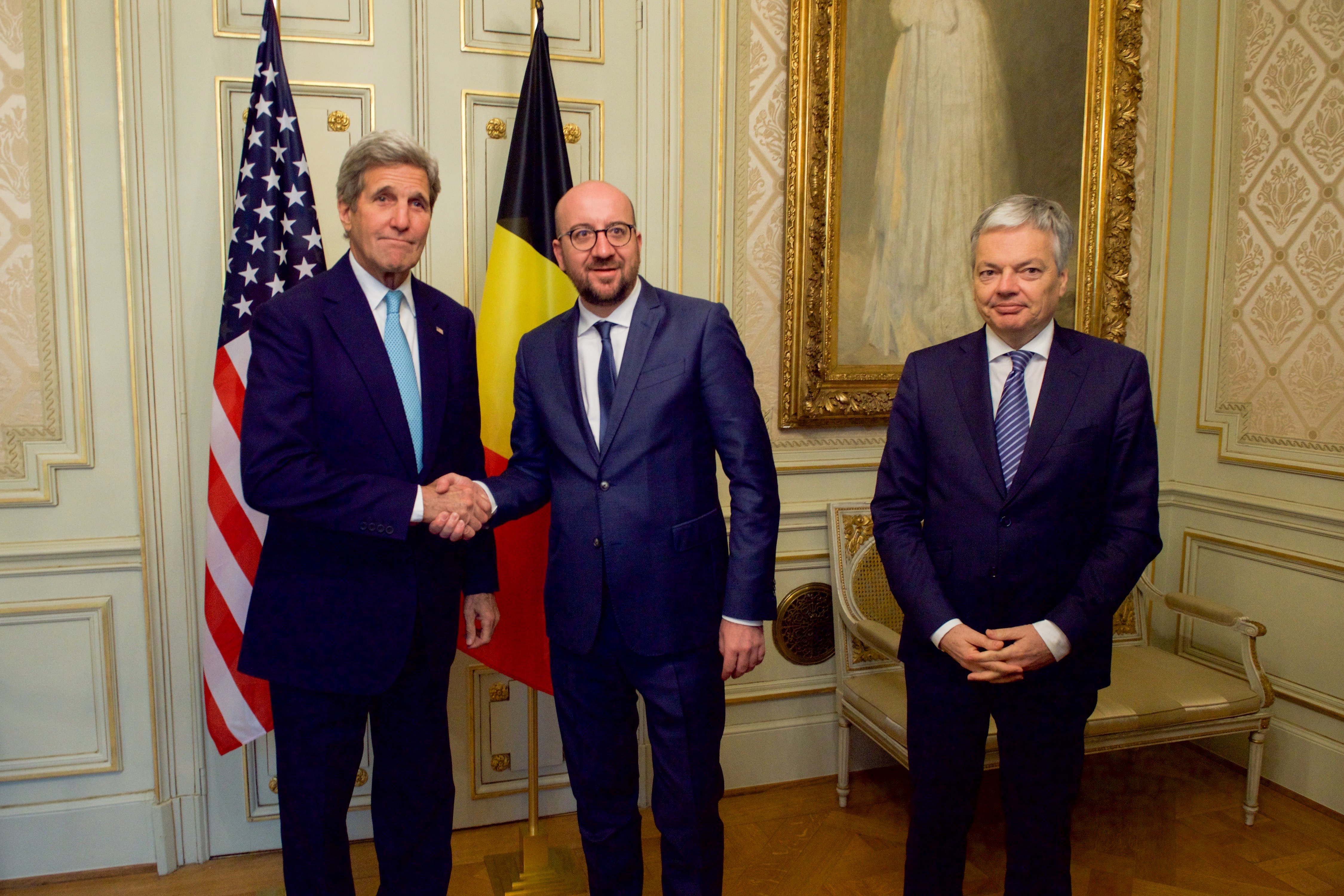
Charles Michel met Amerikaans minister van Buitenlandse Zaken John Kerry. Naast hen minister van Buitenlandse Zaken Didier Reynders. Brussel, Wetstraat 16, 25 maart 2016.

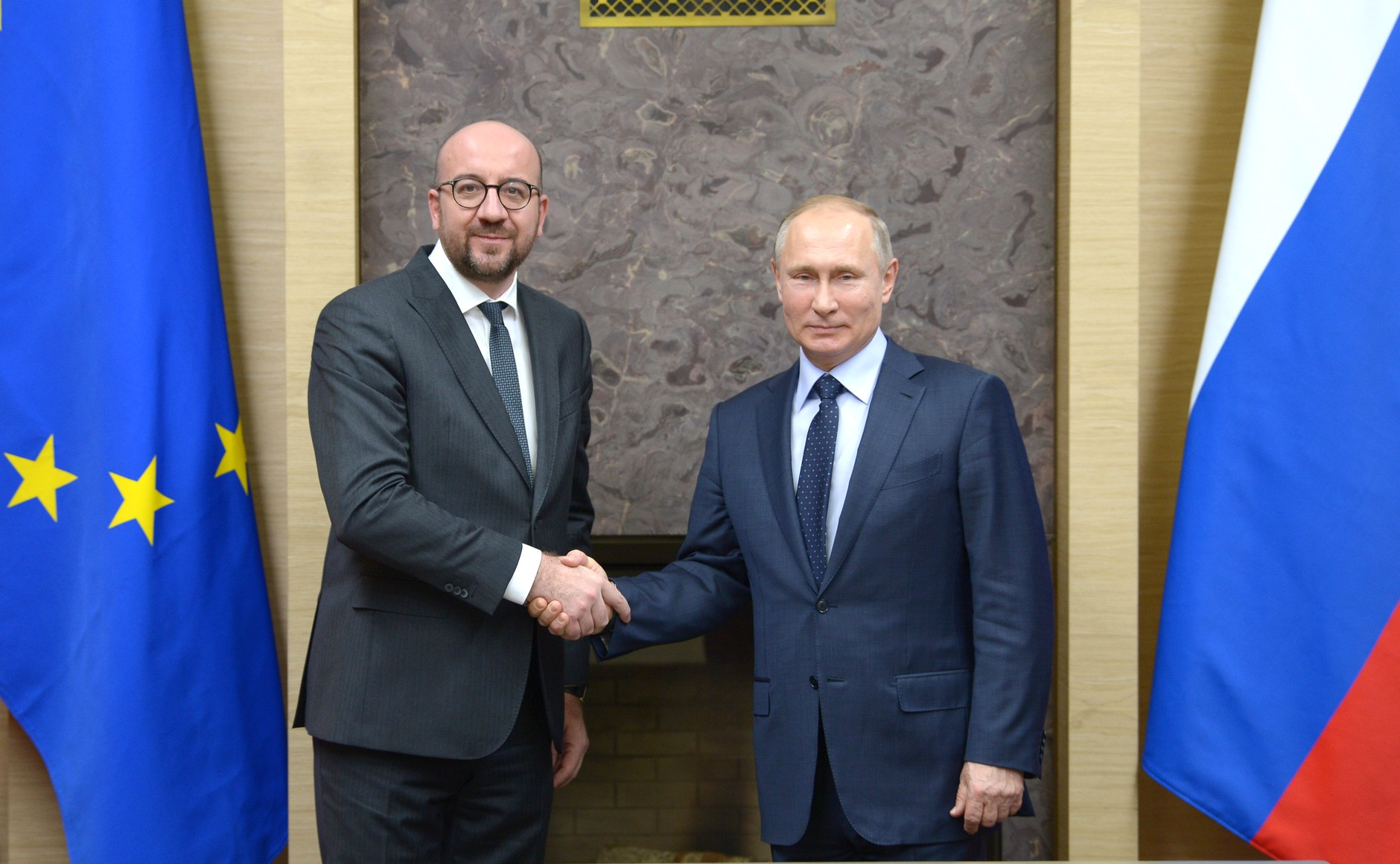
Charles Michel met de Russische president Vladimir Poetin. Moskou, 31 januari 2018.

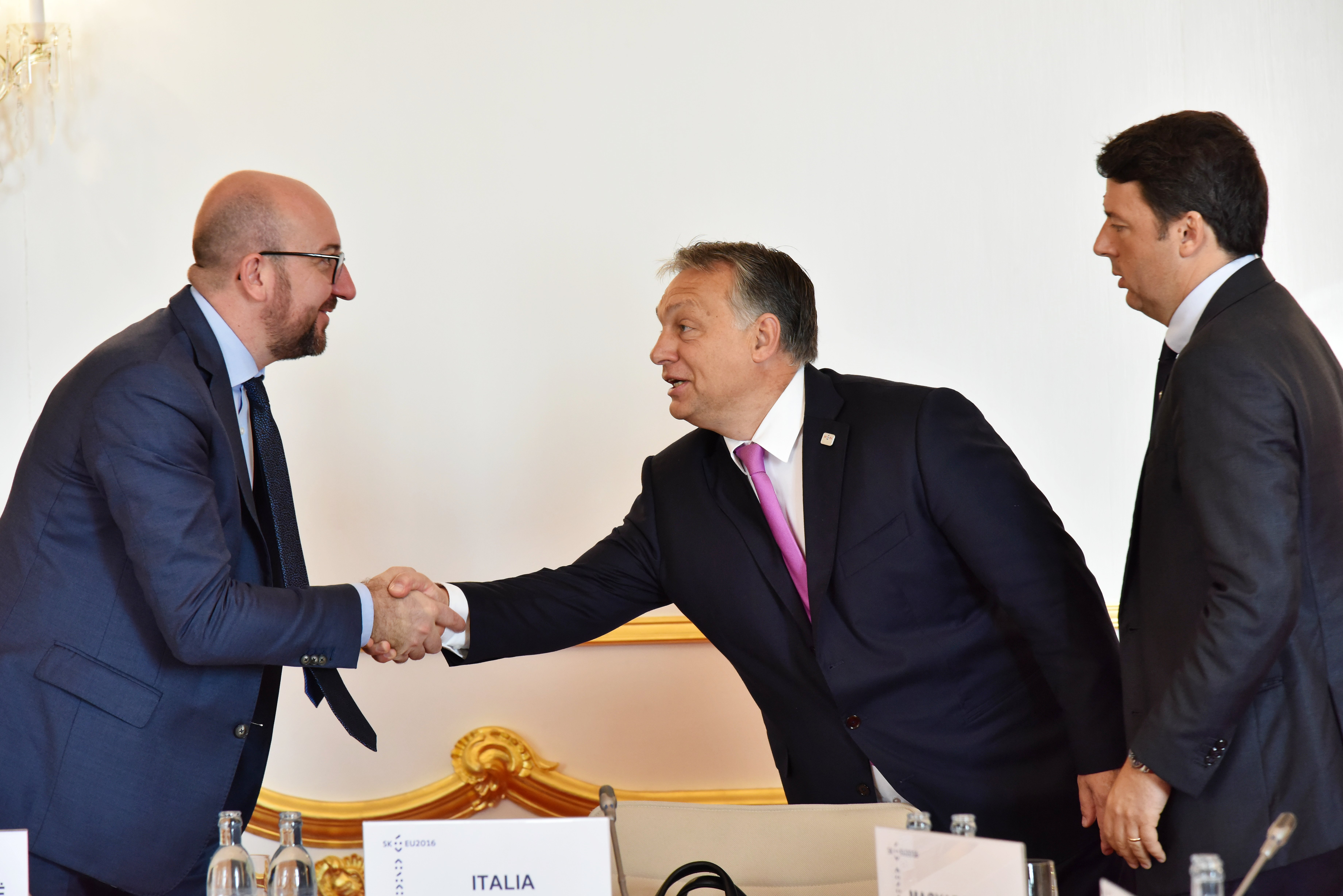
Charles Michel met de Hongaarse premier Viktor Orban en de Italiaanse premier Matteo Renzi. Bratislava, 16 september 2016.

#### Regeringsonderhandelingen
Op 27 juni 2014 werd Charles Michel door koning Filip aangesteld als tweede informateur (na Bart De Wever), teneinde formules te zoeken voor de vorming van een nieuwe regering, na de verkiezingen van 25 mei 2014. Op 22 juli 2014 werd hij ontheven uit zijn opdracht en samen met Kris Peeters benoemd tot coformateur. Als primeur voor België gaf koning Filip beiden de opdracht met spoed een nieuwe federale regering te vormen.
Op 7 oktober 2014 bereikten onderhandelaars van MR, CD&V, Open Vld en N-VA een akkoord voor een nieuwe federale regering. Daarbij werd Charles Michel voorgedragen als nieuwe premier. Met zijn 38 jaar werd hij de jongste Belgische regeringsleider, sinds de benaming eerste minister of premier ministre gebruikelijk werd in 1918.

#### Val van de regering en Michel II
Op 9 december 2018 kwam de regering-Michel I ten val na de discussie over het VN-migratiepact. Vervolgens kwam hij aan het hoofd van de regering-Michel II, een doorstart van Michel I zonder de N-VA, die hierdoor geen parlementaire meerderheid meer achter zich had. Toen de oppositie dreigde met een motie van wantrouwen, bood Charles Michel op 18 december 2018 bij de koning het ontslag van zijn regering aan. Op 21 december aanvaardde koning Filip het ontslag van de regering-Michel II, die vanaf dan een regering van lopende zaken was.
Op 18 februari 2019 werd Michel opnieuw partijvoorzitter van de MR na het ontslag van Olivier Chastel, die zich als lijsttrekker bij de Europese verkiezingen wilde concentreren op de verkiezingscampagne. Hij besloot deze functie te combineren met het premierschap. Bij de verkiezingen van mei 2019 werd hij herkozen in de Kamer.
In de voorbereiding van zijn voorzitterschap van de Europese Raad nam Michel op 27 oktober 2019 ontslag als eerste minister. Hij werd opgevolgd door Sophie Wilmès (MR), die daarmee de eerste vrouwelijke eerste minister werd van België. Enkele dagen later, op 31 oktober, werd hij benoemd tot minister van Staat. Medio november 2019 nam hij ook ontslag uit de Kamer en eind november werd hij als partijvoorzitter opgevolgd door Georges-Louis Bouchez.

### Voorzitter van de Europese Raad
Op 2 juli 2019 werd Michel verkozen tot jongste voorzitter van de Europese Raad, als opvolger van de Pool Donald Tusk. Na Herman Van Rompuy is hij de tweede Belg die de Europese Raad mag voorzitten. Op 1 december 2019 trad hij in functie als voorzitter van de Europese Raad. In maart 2022 werd hij herkozen voor een tweede en laatste termijn van tweeënhalf jaar, die eind november 2024 afloopt.
In de Canvas-documentairereeks De Europese Raad: achter de schermen uit 2021 wordt Michel gevolgd tijdens zijn werkzaamheden als voorzitter.
In januari 2024 werd hij voorgesteld als lijsttrekker van de MR bij de Europese Parlementsverkiezingen in juni 2024, waarbij het de bedoeling was dat hij half juli 2024 effectief het mandaat van Europees Parlementslid zou opnemen als hij verkozen zou raken. Dit impliceerde dat hij zijn ambt als voorzitter van de Europese Raad voortijdig had moeten neerleggen, aangezien beide functies onverenigbaar zijn. Michel kreeg veel kritiek op die keuze, omdat hij zijn persoonlijke belangen zou laten primeren op die van de Europese instellingen, en trok zich daarom uiteindelijk terug van de MR-lijst, hoewel hij achter de initiële keuze bleef staan. Hij bleef voorzitter van de Europese Raad tot aan het einde van zijn mandaat op 30 november 2024 en werd toen opgevolgd door de gewezen Portugese premier António Costa.
Aan het eind van zijn mandaat gaf Michel in verband met het uitstel van de uitvoeringsdatum van de EU-ontbossingsverordening “op verzoek van mondiale partners” toe “dat de EU moet ophouden ontwikkelingslanden de les te lezen. EU-partnerlanden die deelnamen aan de Brics-top van oktober 2024 wilden een boodschap sturen.”

## Persoonlijk
Charles Michel heeft drie kinderen. Een zoon werd geboren in 2003 uit een vorige relatie met een vrouw die zijn kabinetschef werd toen Charles Michel als 24-jarige Waals minister werd. Twee dochters werden geboren in respectievelijk 2016 en 2019 uit de relatie met zijn huidige vriendin. Hij was de eerste Belgische premier die vader werd gedurende zijn ambt.

## Onderscheidingen
- Grootofficier in de Leopoldsorde (21 mei 2014)
- Minister van staat (31 oktober 2019)
- Grootkruis in de Orde van Leopold II (2019)[18]

- Bibliothèque nationale de France: cb14567697c (data)
- Gemeinsame Normdatei: 1105873587
- International Standard Name Identifier: 0000 0000 0314 2363
- Library of Congress Control Number: no2016067616
- Nationale Bibliotheek van Letland: 000349677
- Parlement.com: vjnw9zvglarc
- Système universitaire de documentation: 159708095
- Virtual International Authority File: 27309063
- WorldCat: E39PBJvtfbTcWCRB7p7kXjvrbd

Van Rompuy · 
Tusk · 
Michel
de Gerlache · 
Lebeau · 
de Mûelenaere · 
Goblet d'Alviella · 
de Theux de Meylandt · 
Lebeau · 
Nothomb · 
Van de Weyer · 
de Theux de Meylandt · 
Rogier · 
Henri de Brouckère · 
de Decker · 
Rogier · 
Frère-Orban · 
d'Anethan · 
de Theux de Meylandt · 
Malou · 
Frère-Orban · 
Malou · 
Beernaert · 
de Burlet · 
de Smet de Naeyer · 
Vandenpeereboom · 
de Smet de Naeyer · 
de Trooz · 
Schollaert · 
de Broqueville · 
Cooreman · 
Delacroix · 
Carton de Wiart · 
Theunis · 
Van de Vyvere · 
Poullet · 
Jaspar · 
 Renkin · 
de Broqueville · 
Theunis · 
van Zeeland · 
Janson · 
Spaak · 
Pierlot · 
Van Acker · 
Spaak · 
Van Acker · 
Huysmans · 
Spaak · 
Eyskens · 
Duvieusart · 
Pholien · 
Van Houtte · 
Van Acker · 
Eyskens · 
Lefèvre · 
Harmel · 
Vanden Boeynants · 
Eyskens · 
Leburton · 
Tindemans · 
Vanden Boeynants · 
Martens · 
Eyskens · 
Martens · 
Dehaene · 
Verhofstadt · 
Leterme · 
Van Rompuy · 
Leterme · 
Di Rupo · 
Michel · 
Wilmès ·
De Croo ·
De Wever